# Groene zoetwaterpoliep

De groene zoetwaterpoliep (Hydra viridissima) is een hydroïdpoliep uit de familie Hydridae. De poliep komt uit het geslacht Hydra. Hydra viridissima werd in 1766 voor het eerst wetenschappelijk beschreven door Peter Simon Pallas.

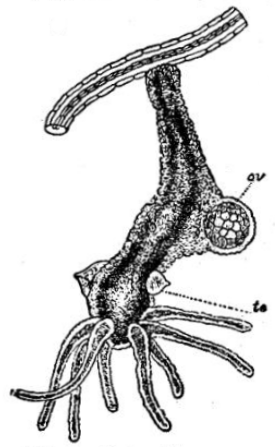
Schematische tekening van de groene zoetwaterpoliep

## Beschrijving
De groene zoetwaterpoliep is 10 tot 15 millimeter lang en lichtgroen dankzij de eencellige algen (chlorella) die symbiotisch leven in de cellen van hun gastrodermis. Het heeft zes tot twaalf tentakels rond de mond die korter zijn dan het lichaam. De groene zoetwaterpoliep kan langere perioden van honger overleven omdat hij door de symbiotische algen van suiker wordt voorzien. Het lichaam is cilindrisch en bij de mond iets breder dan bij de voet.

## Leefgebied
De groene zoetwaterpoliep leeft in staande, heldere, enigszins schaduwrijke en koele wateren met zoetwater, bijvoorbeeld in bosvijvers. Hier leeft het zittend op waterplanten, zoals waterleliebladeren.